# Helmond
Helmond (Helmont en français) est une ville et commune néerlandaise située en province de Brabant-Septentrional. En 2022, elle compte 93 525 habitants.
Elle se trouve à l'est de la province, sur l'autoroute et sur la voie de chemin de fer reliant Eindhoven et Venlo.

## Principaux quartiers
- Brouwhuis
- Rijpelberg
- Dierdonk
- Helmond
- Mierlo-Hout
- Brandevoort
- Stiphout
- Suytkade
- Zonnekwatier
- Warande

## La ville
Les premières installations dans la région ont lieu autour de l'an 1000. Helmond obtient ses privilèges de cité vers 1232 et devient ville de marché en 1376. Au centre de la ville se trouve un château qui est bâti par Jan III van Berlaer à partir de 1350.
Helmond possède plusieurs industries textiles, qui sont très actives entre 1870 et 1930. L'usine Vlisco se situe à proximité du canal qui traverse la ville. Celui-ci est creusé entre 1823 et 1826 et porte le nom de Zuid-Willemsvaart.
Helmond possède une équipe professionnelle de football qui évolue en deuxième division néerlandaise : Helmond Sport.

### Architecture moderne
Helmond est connu pour ses projets d'architecture moderne.

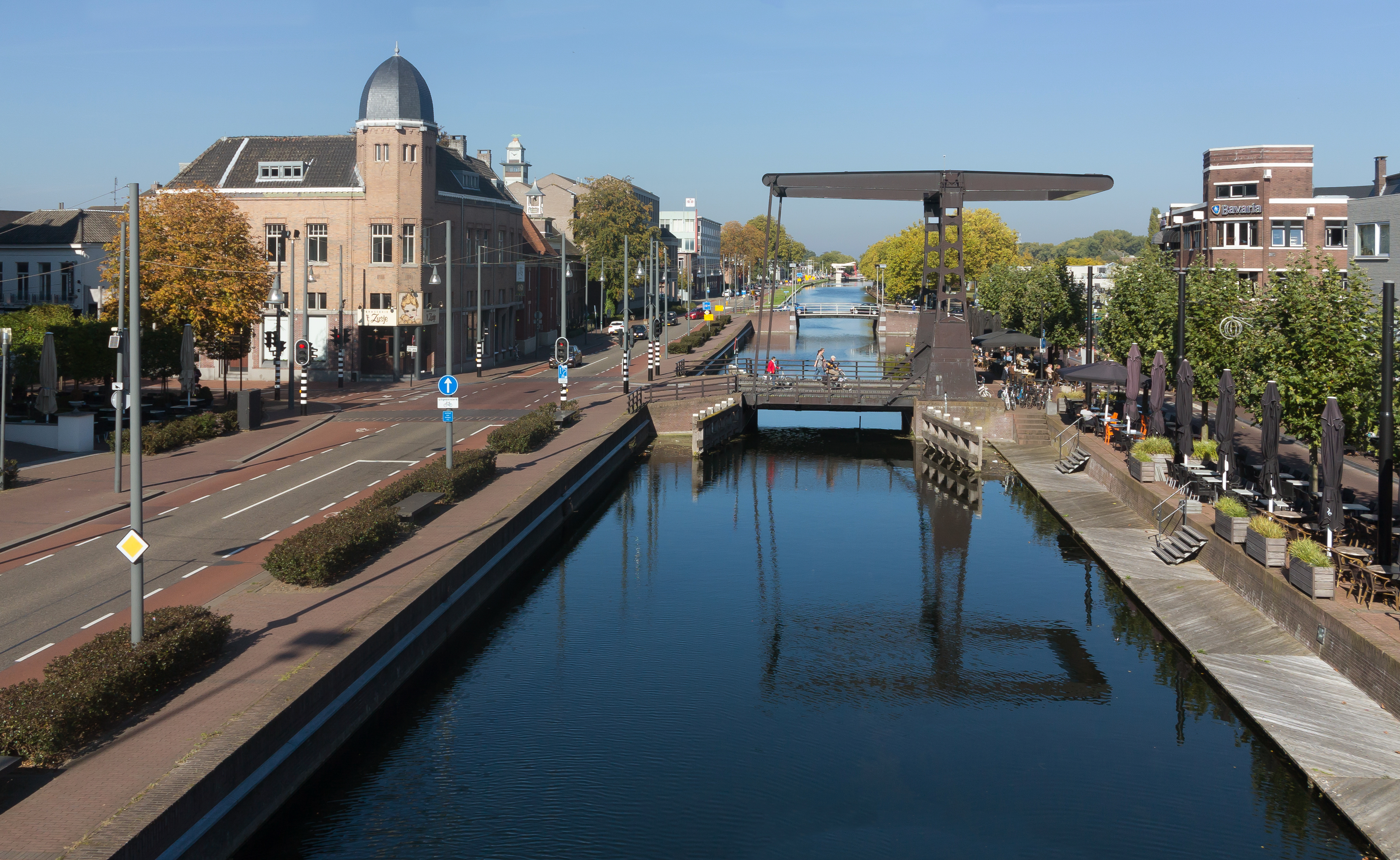
Vue sur le canal à travers Helmond.
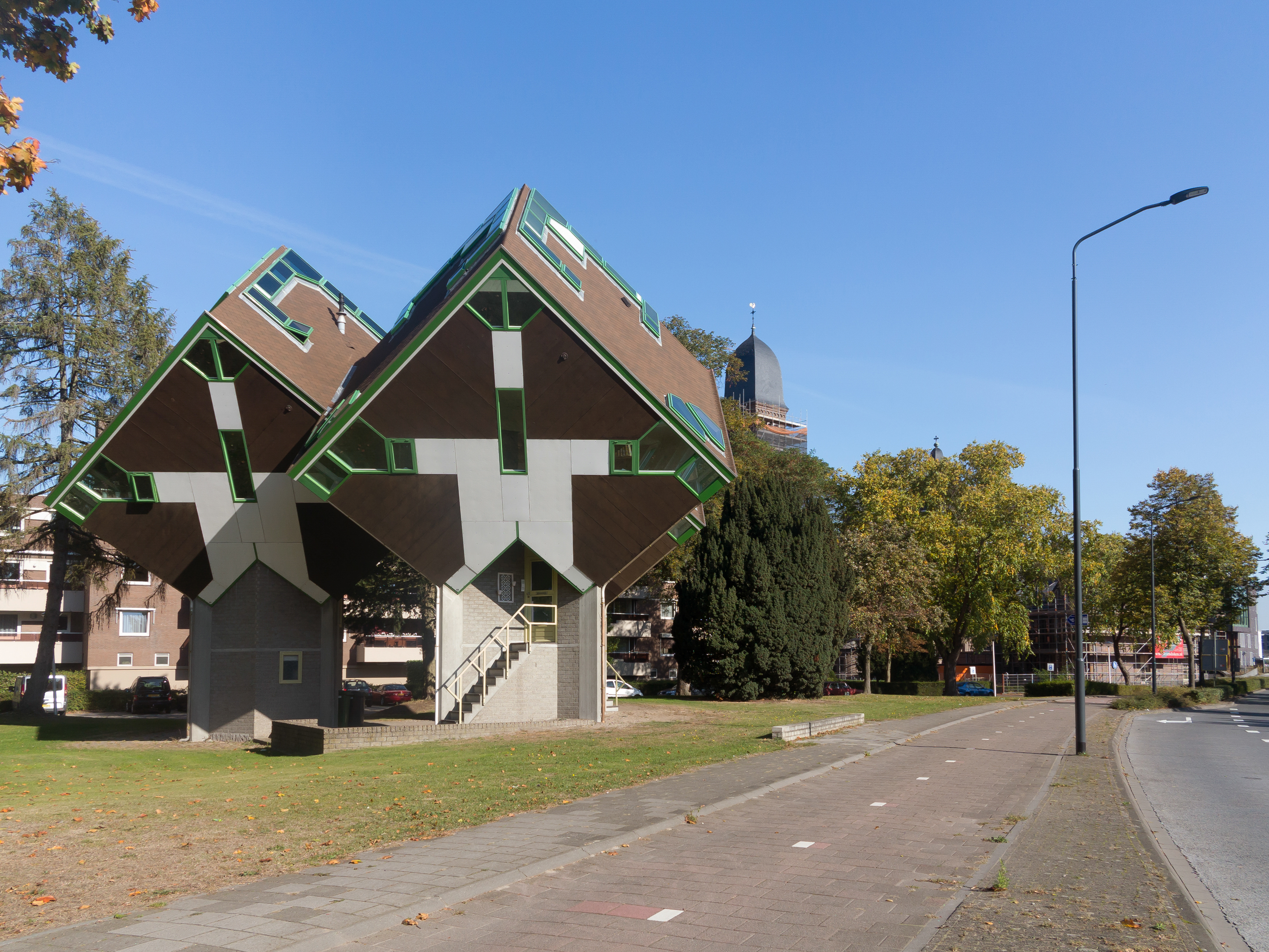
Les maisons cubiques.
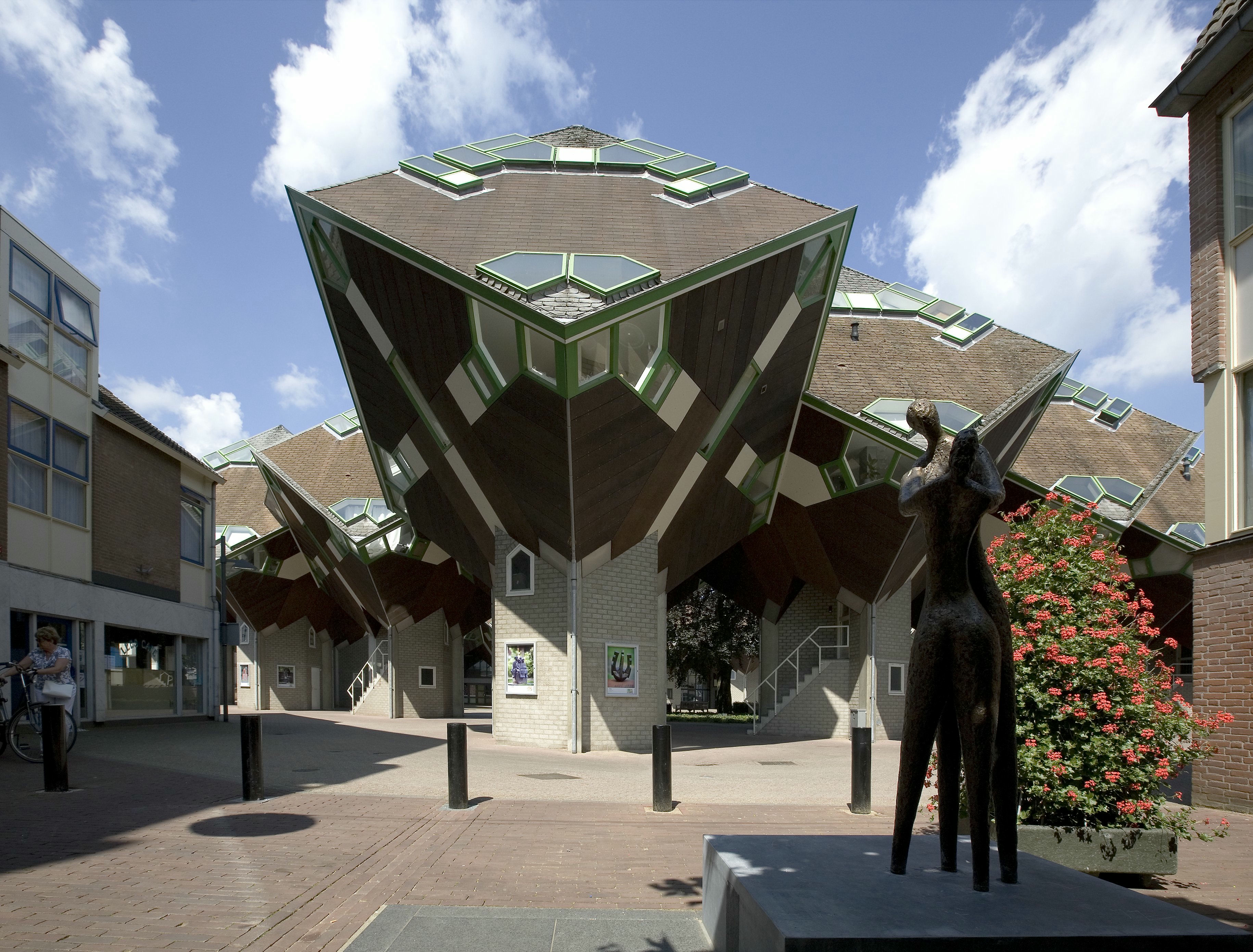
Les maisons cubiques.
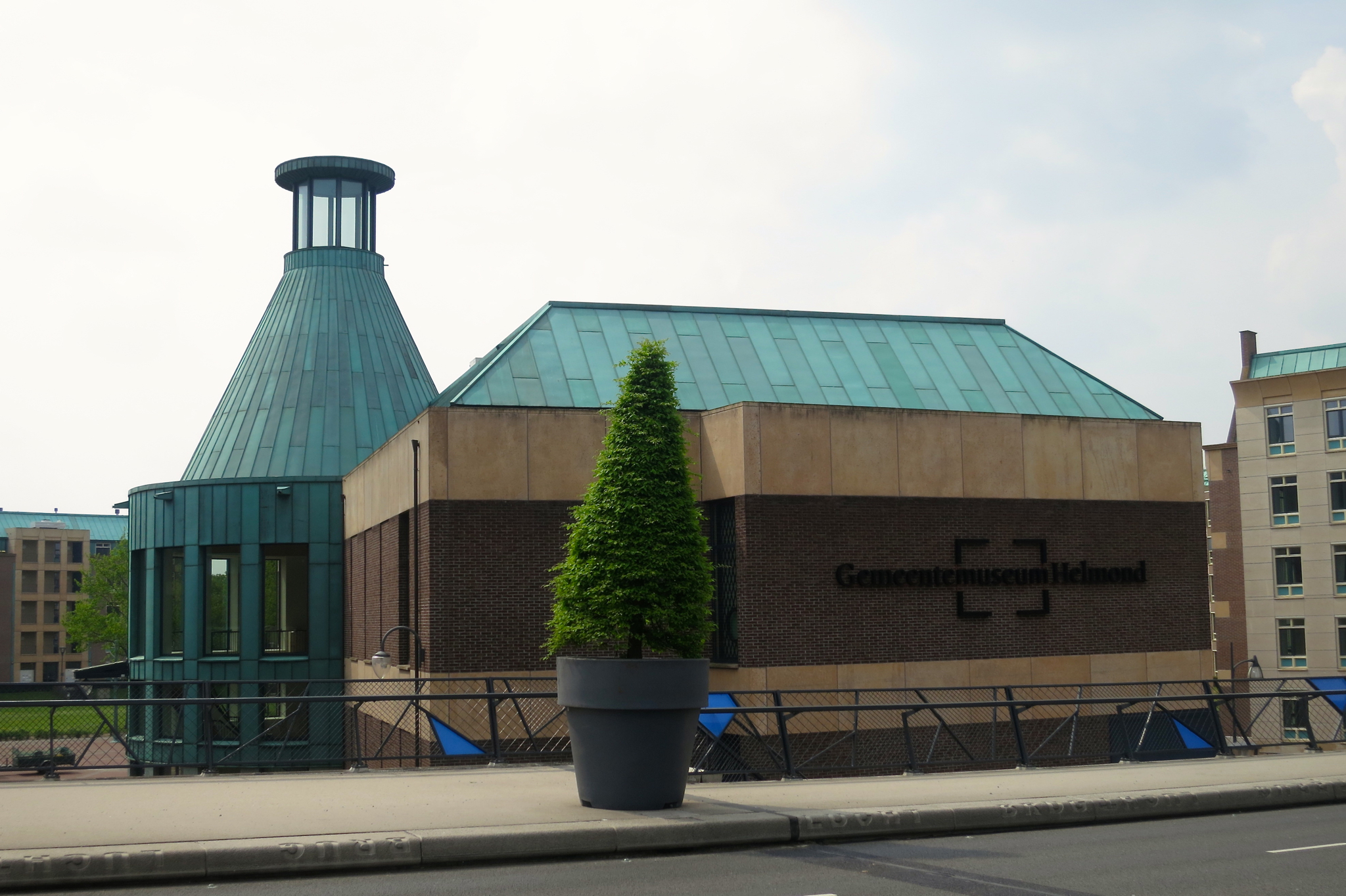
Musée municipal.
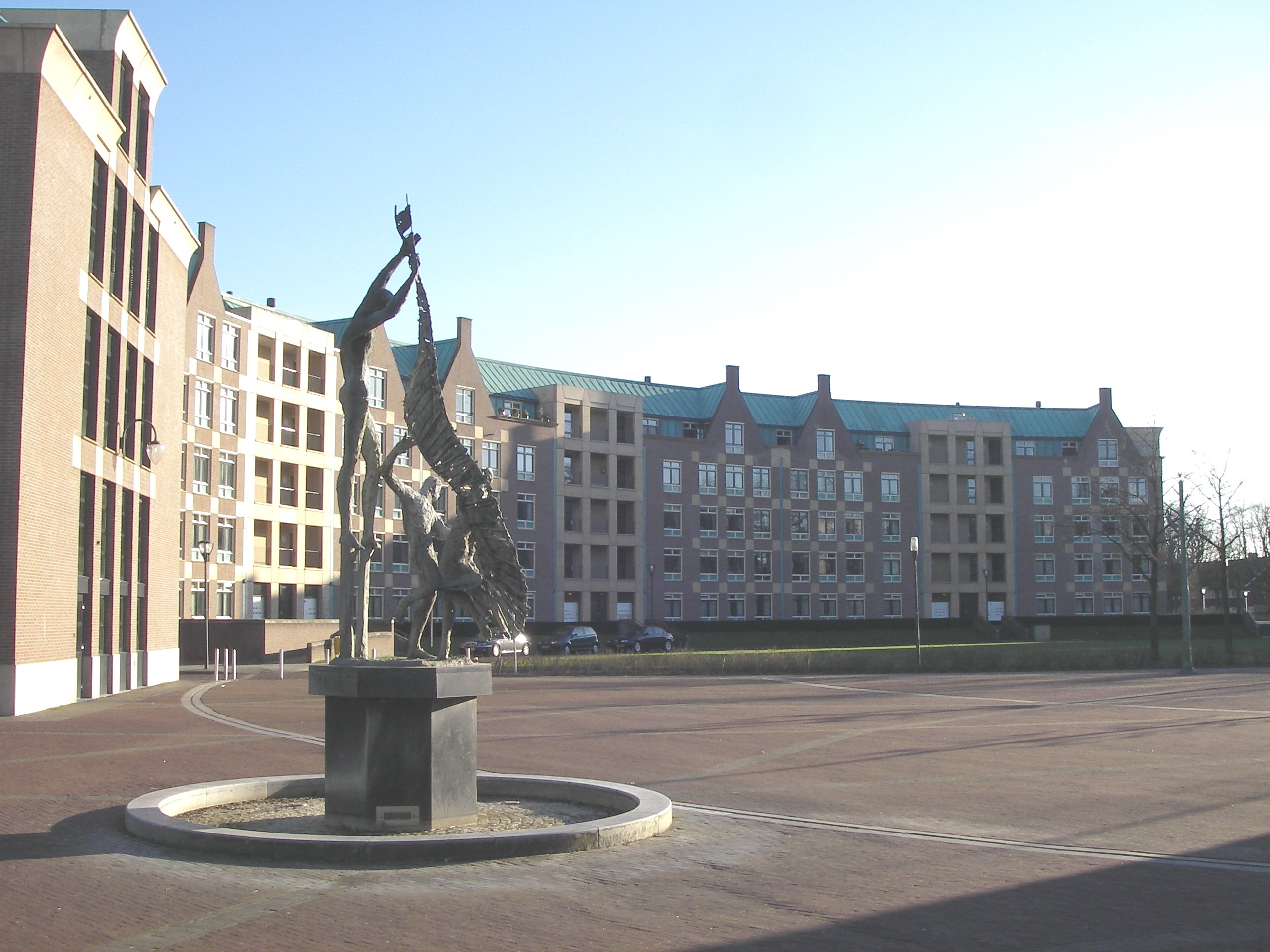
Boscotonde, ensemble d'appartements et d'institutions publiques.
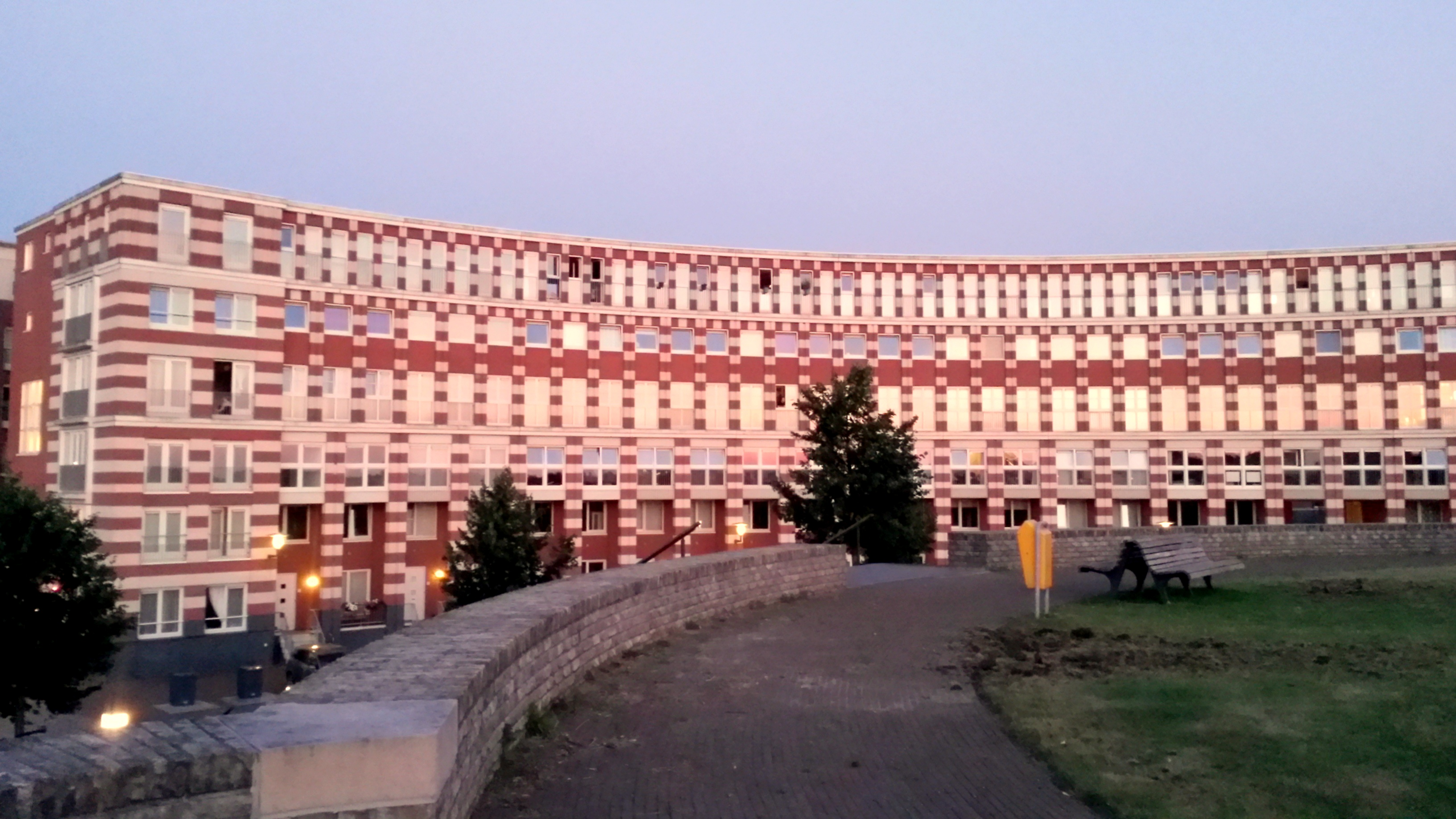
Postmodernisme à Helmond.
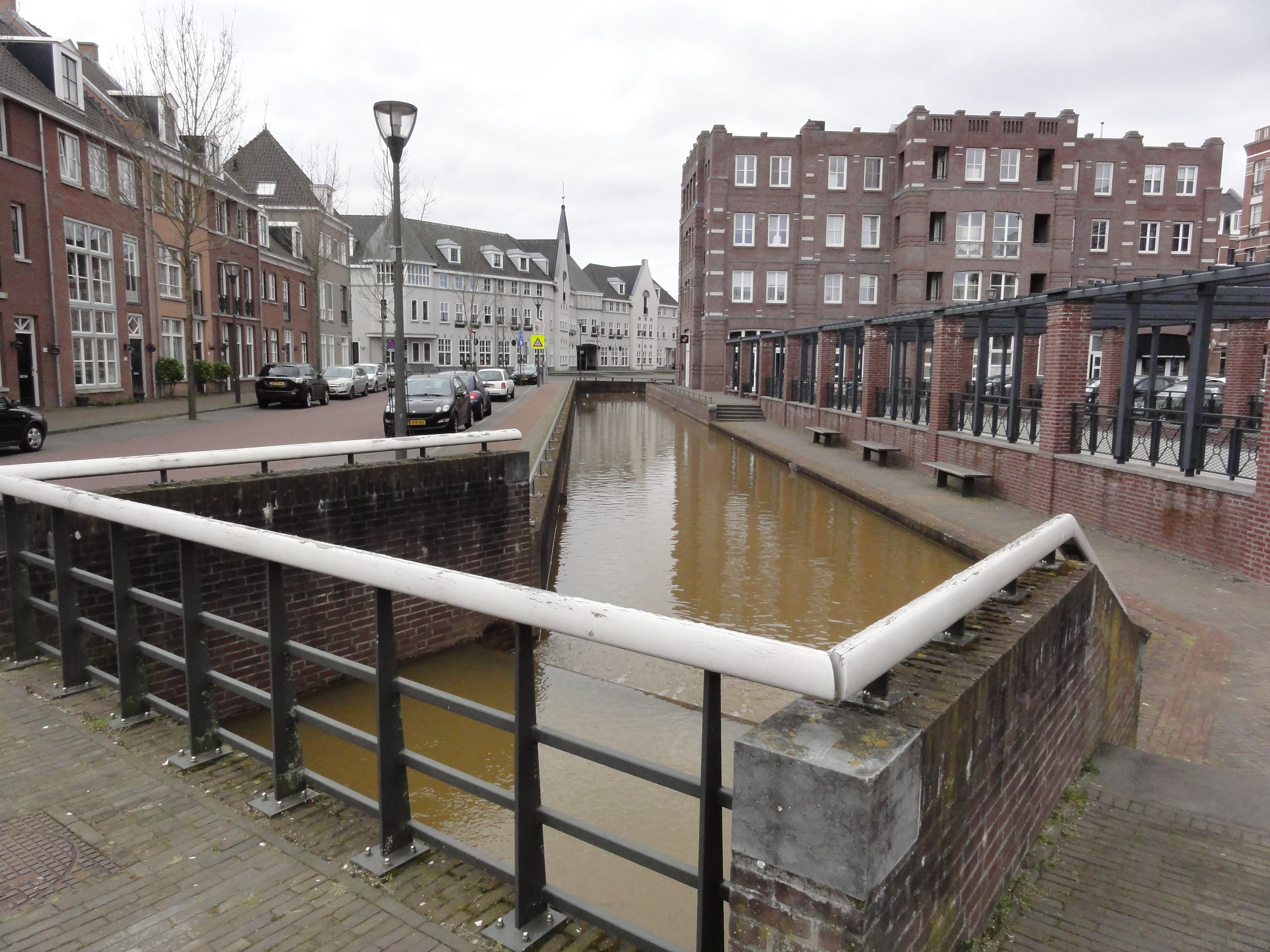
Nouvel urbanisme à Brandevoort.
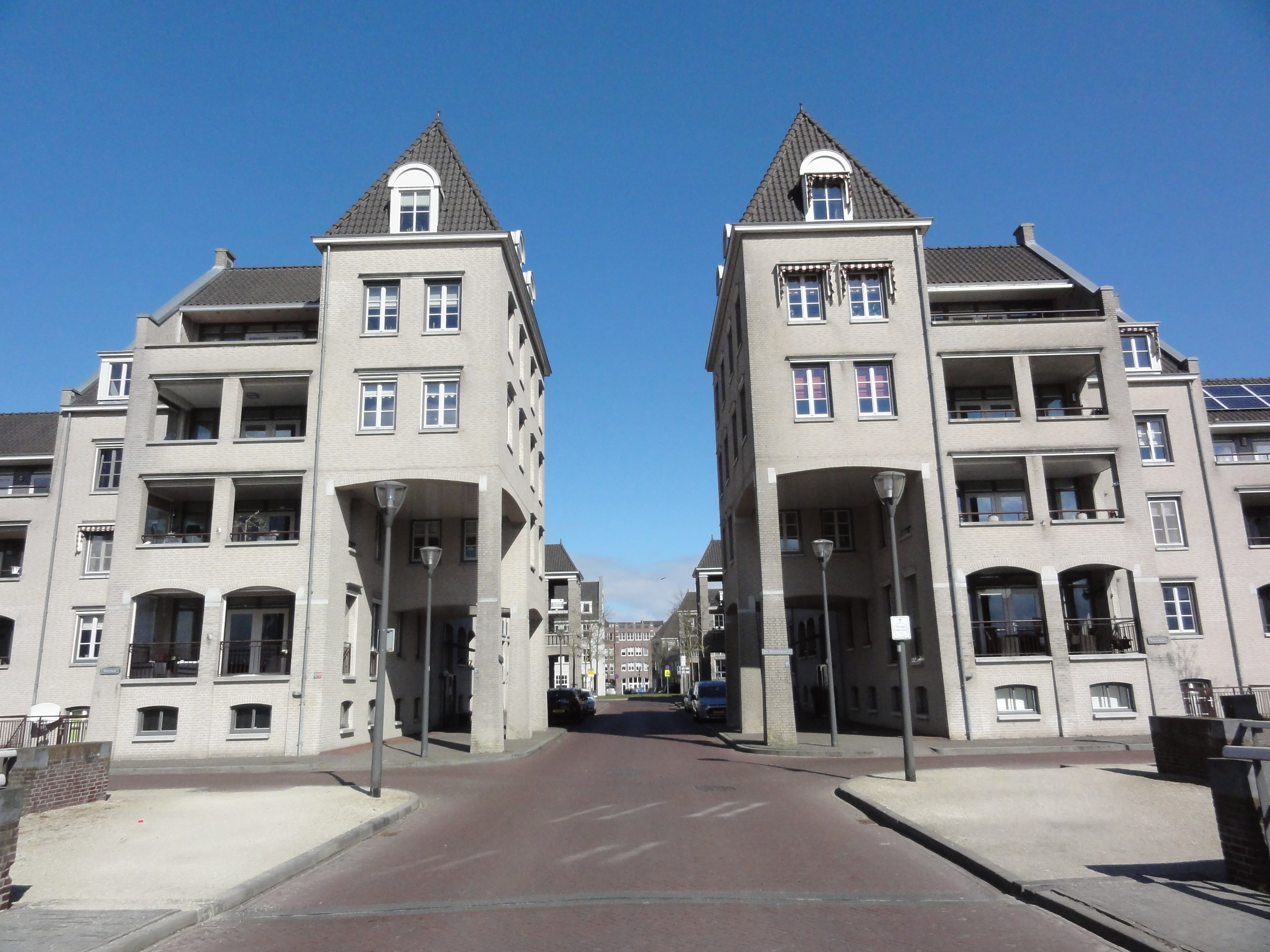
Nouvel urbanisme à Brandevoort.
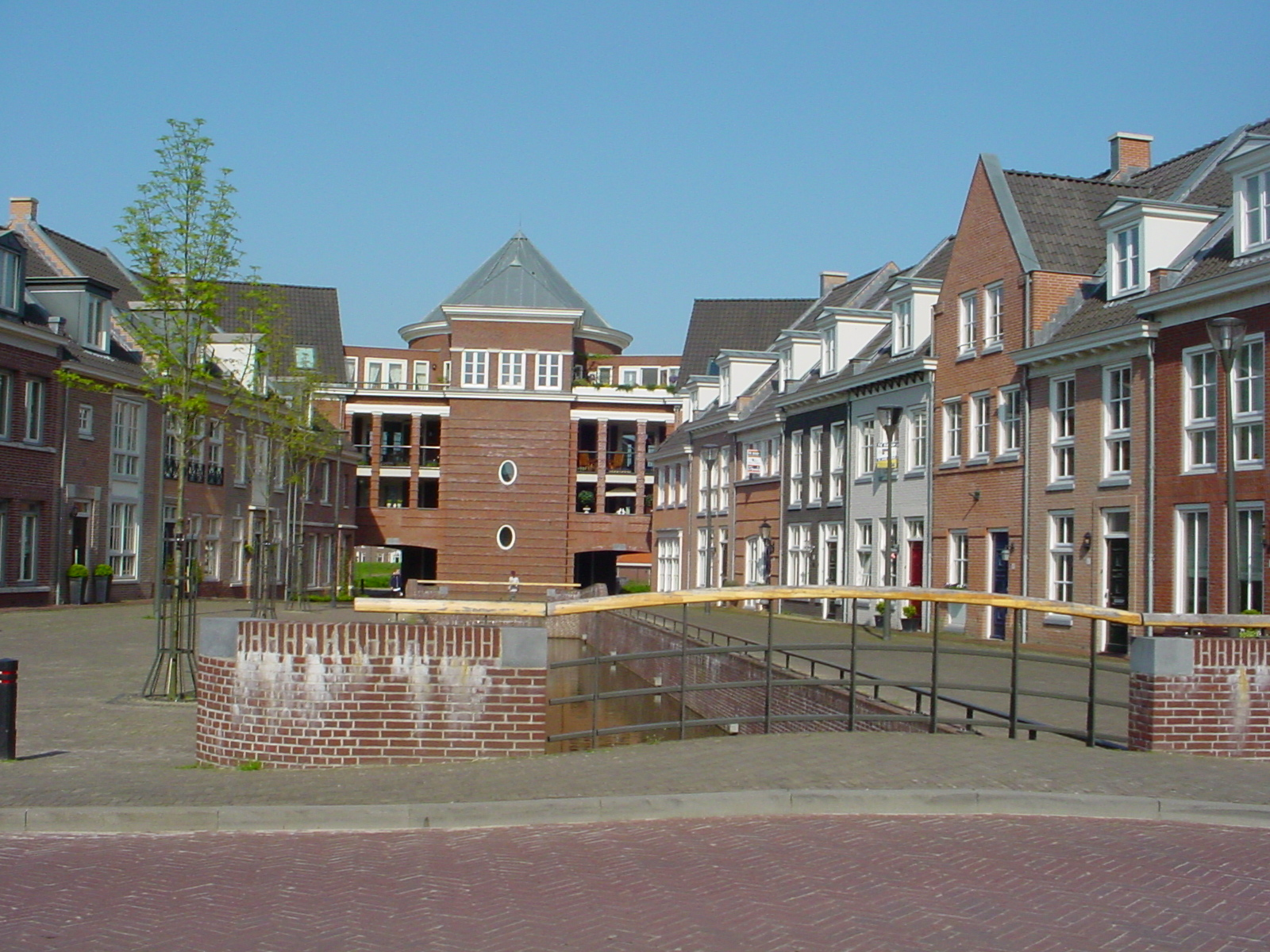
Nouvel urbanisme à Brandevoort.

## Enseignement
- Enseignement supérieur : Pedagogische Hogeschool De Kempel

## Industrie
- Groupe Smulders (construction métallique, dans le domaine de l'éolien offshore notamment)

## Monuments
Helmond compte plus de 70 monuments classés au titre des rijksmonumenten (monuments nationaux) et plus de 300 monuments classés aux titres des monuments municipaux.

### Monument religieux
Les églises classées au titre des rijksmonumenten (monuments nationaux) sont les suivantes :

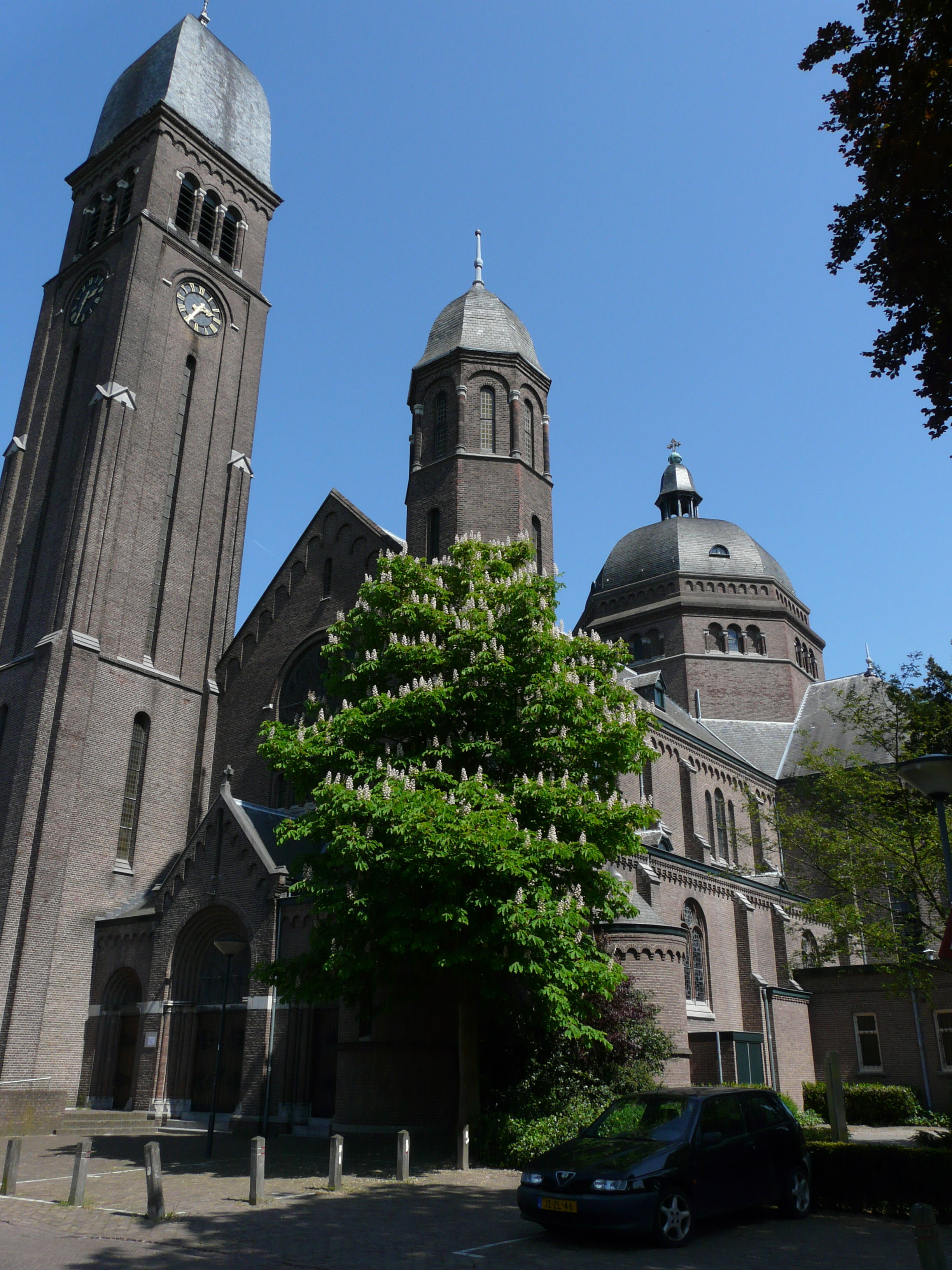
Église Notre-Dame de Helmond.
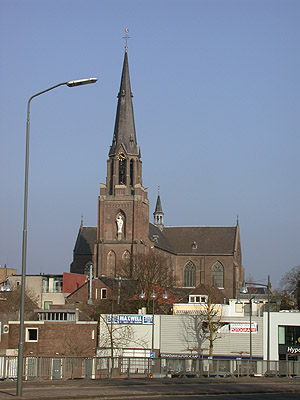
Église Saint-Lambert de Helmond.
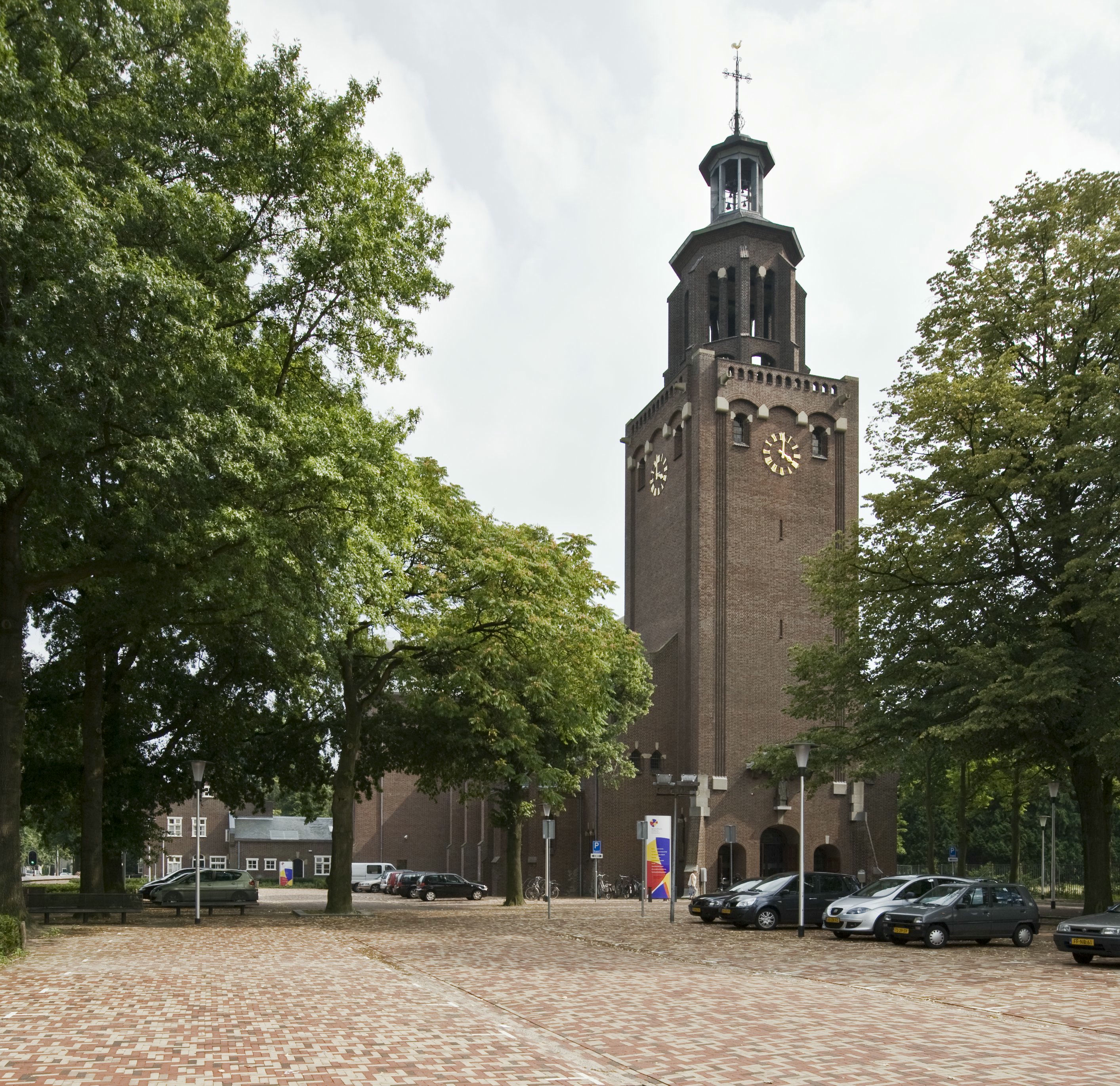
Église Saint-Léonard.
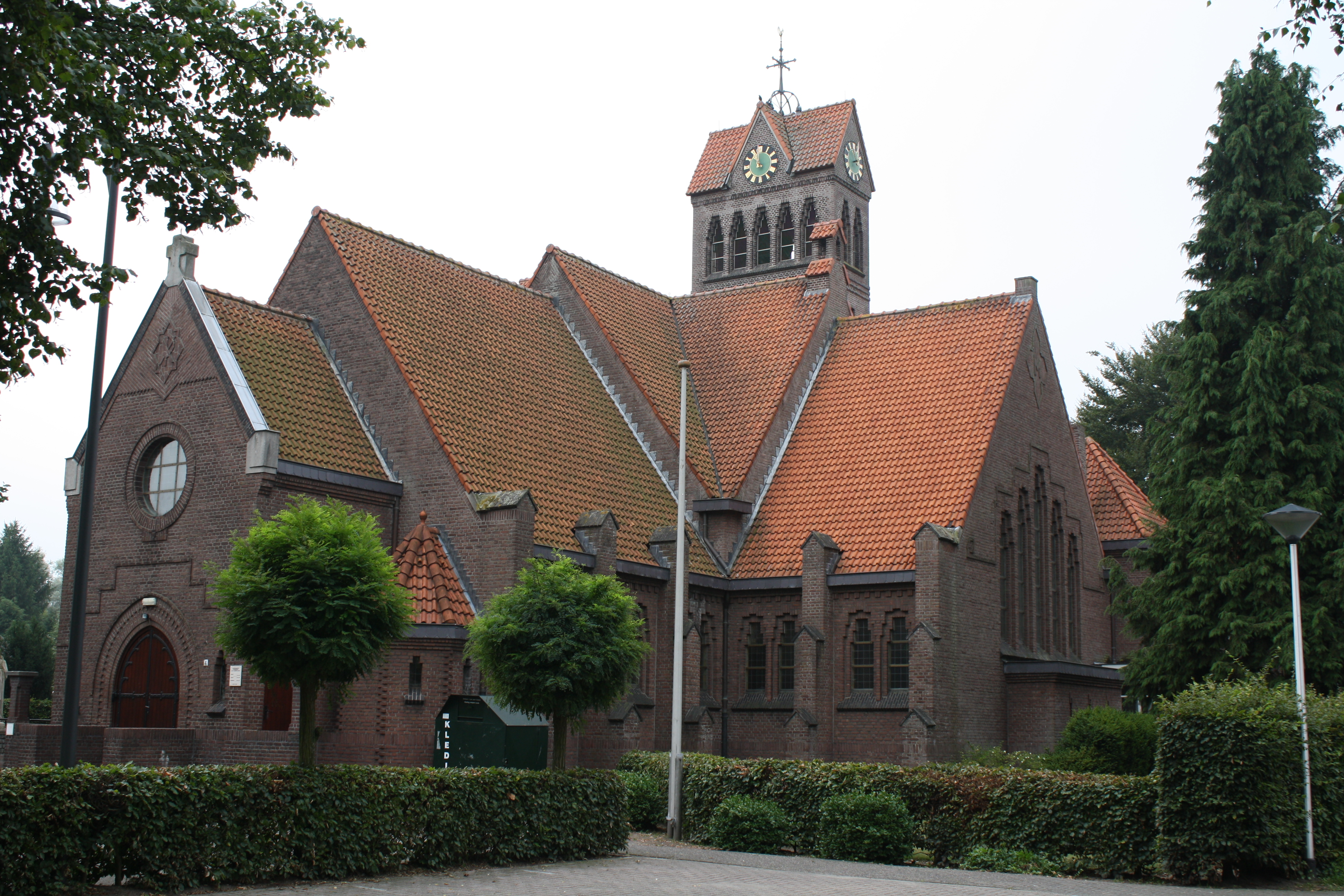
Église Notre-Dame médiatrice de grâces de Helmond-Brouwhuis.
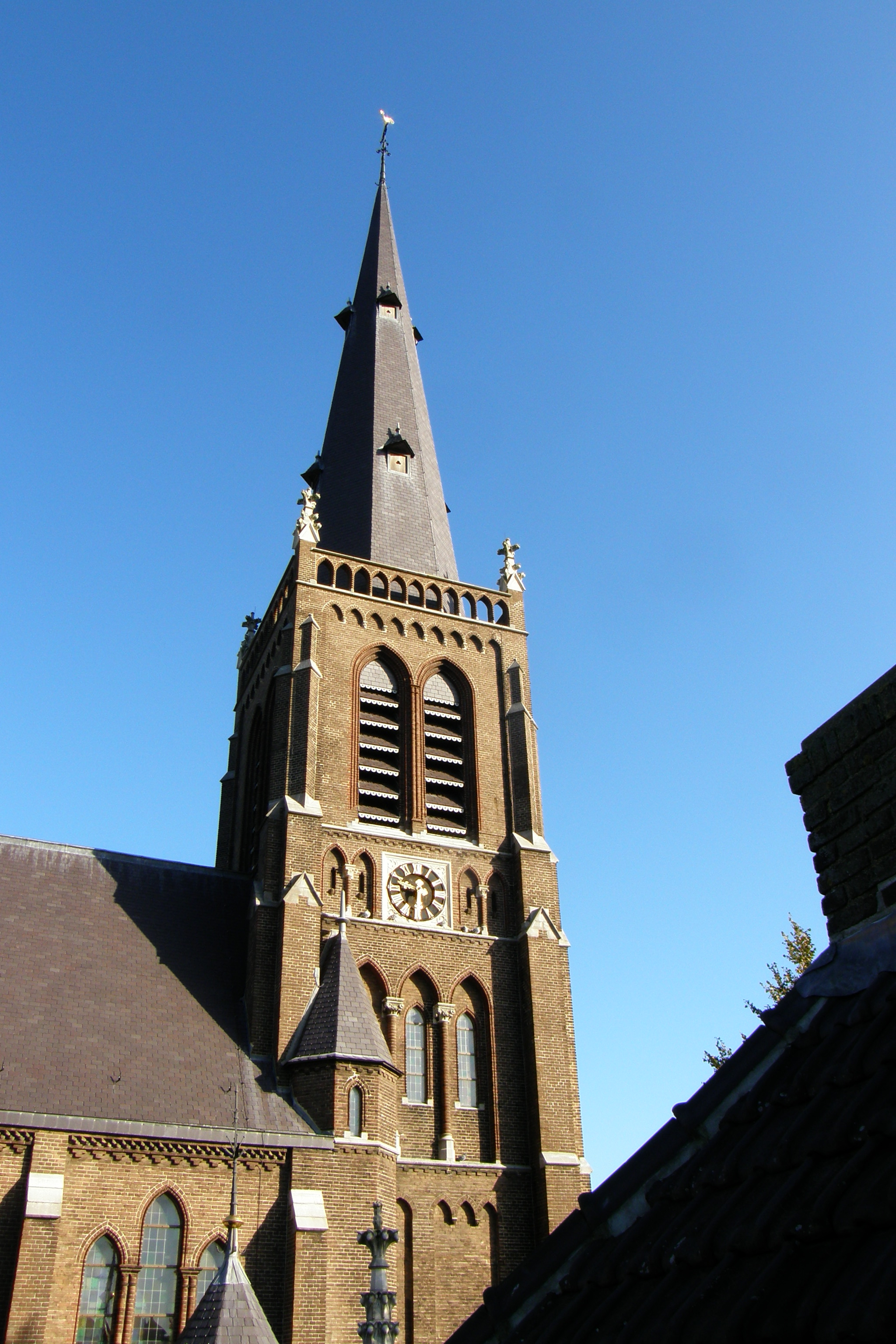
Église Sainte-Lucie de Mierlo-Hout.
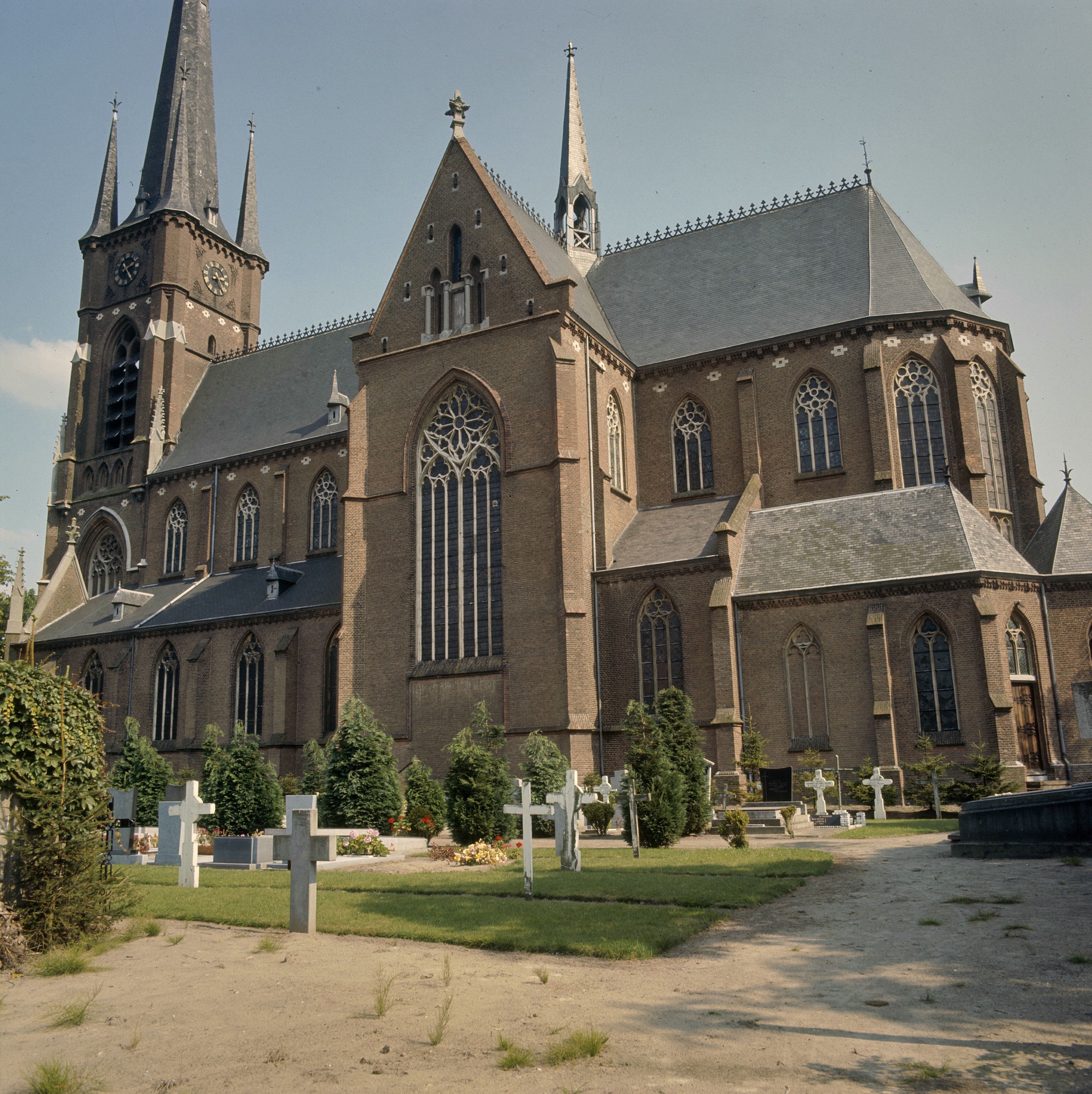
Église Saint-Trudo de Stiphout.
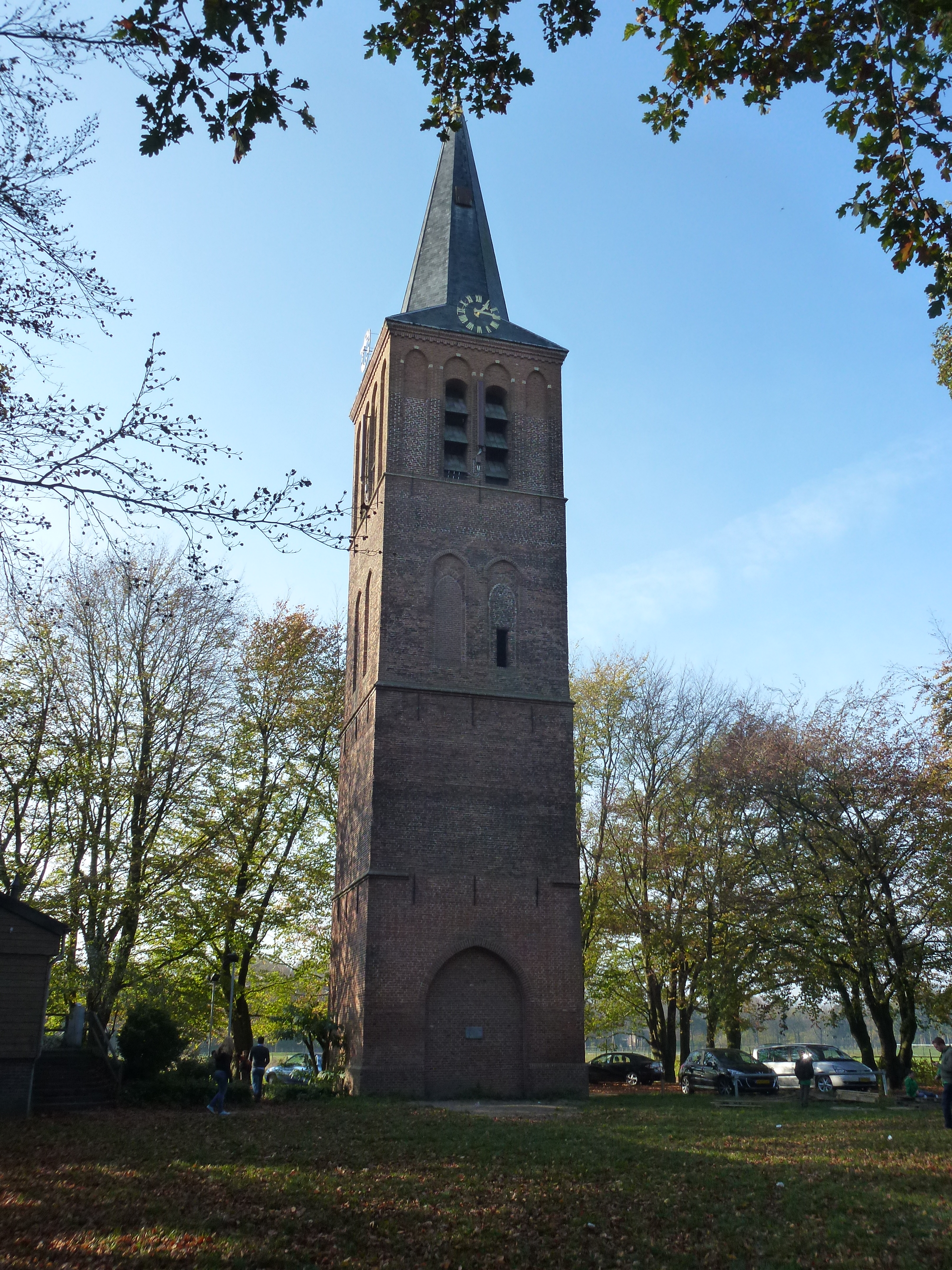
Tour, vestige de l'église disparue du van der Brugghenstraat, Stiphout.
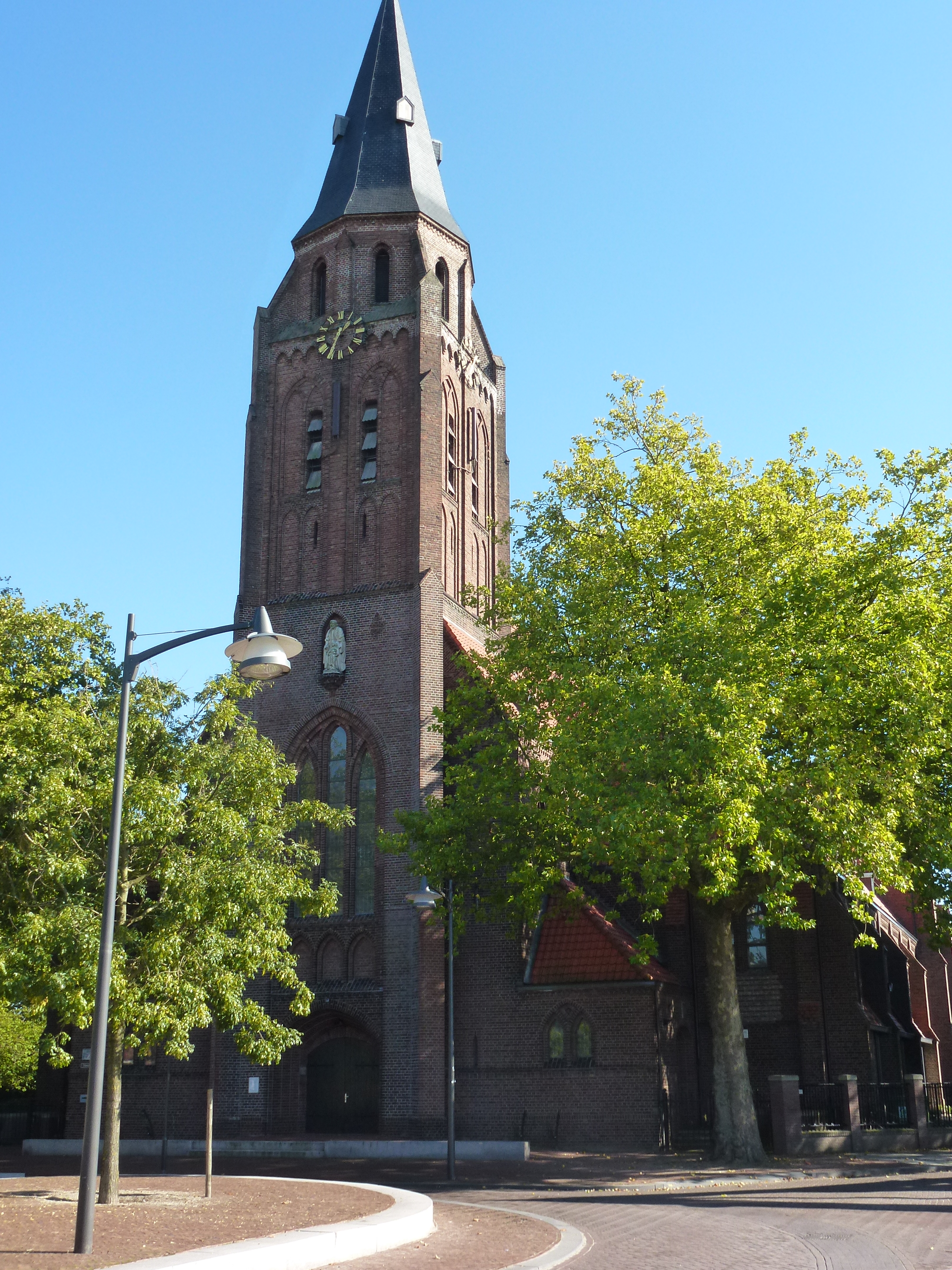
Église Saint-Joseph de Helmond.
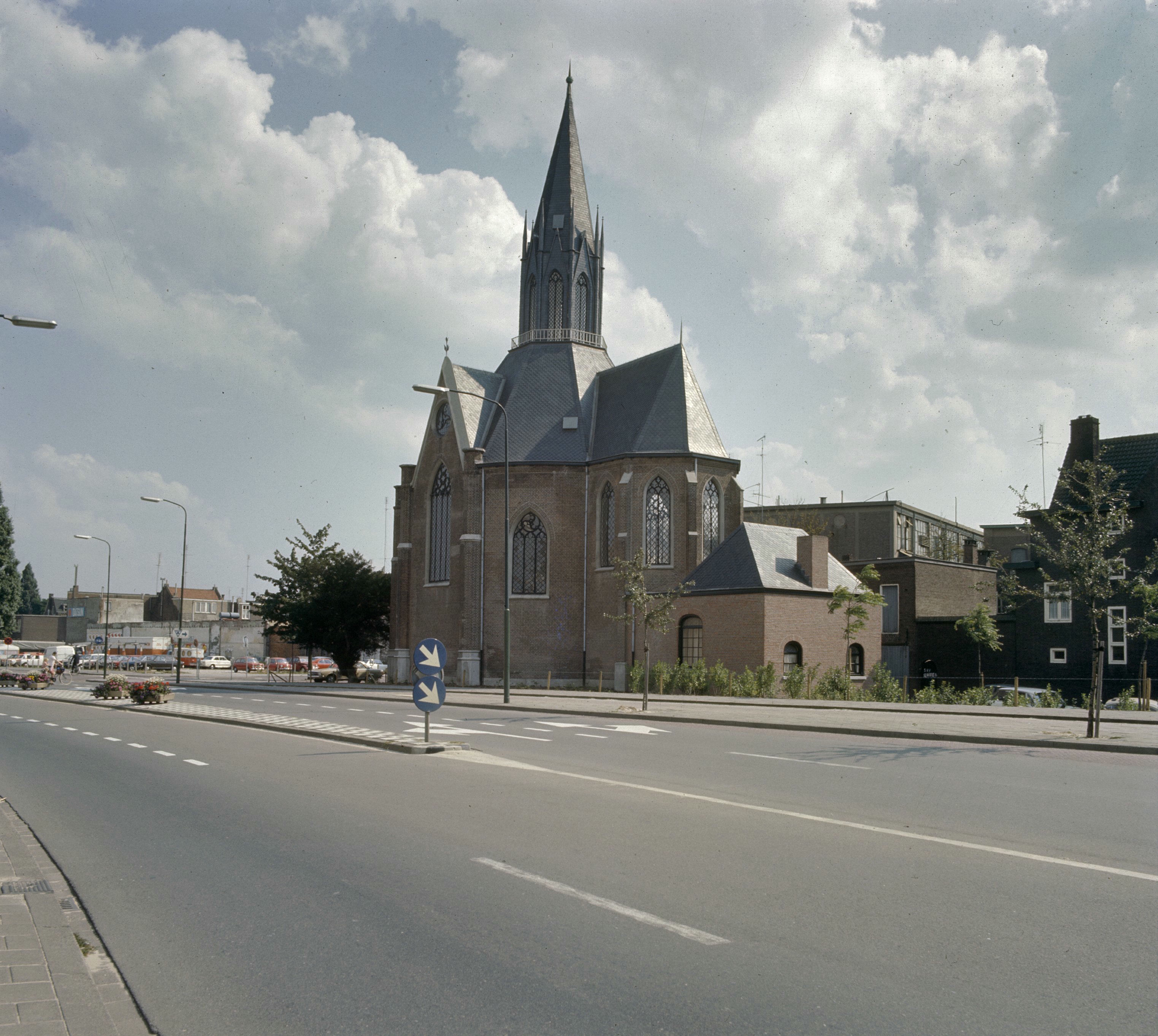
Église protestante de Helmond.

- L'église Saint-Lambert abrite depuis 1822 l'orgue construit par Guillaume Robustelly pour l'abbaye d'Averbode en Belgique de 1770 à 1772[1]. Restauré à plusieurs reprises, l'orgue inauguré en 1975 est inscrit aux monuments remarquables de l'UNESCO.

### Monuments civils
Parmi les monuments civiles, sont notables :

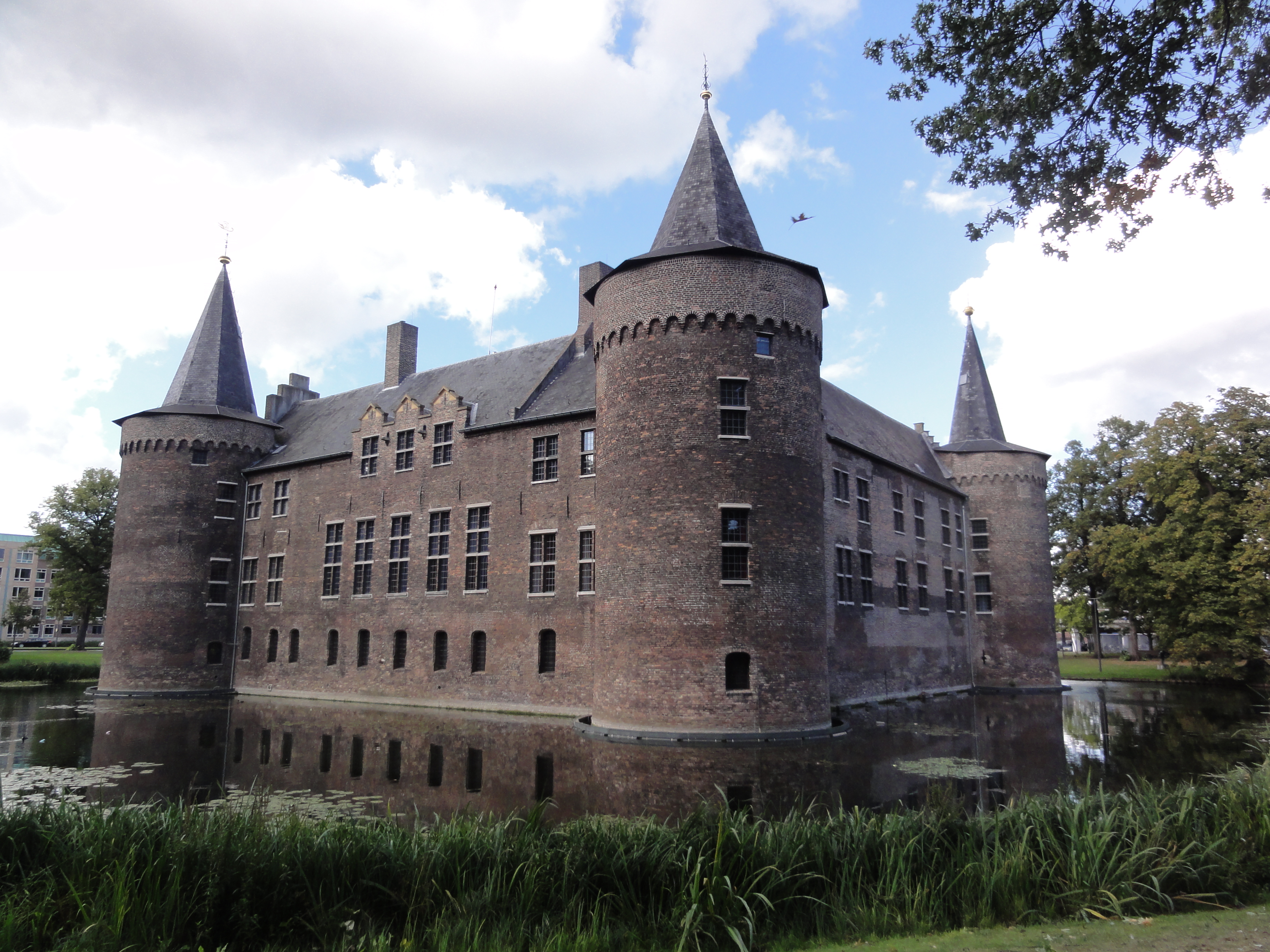
Château de Helmond.
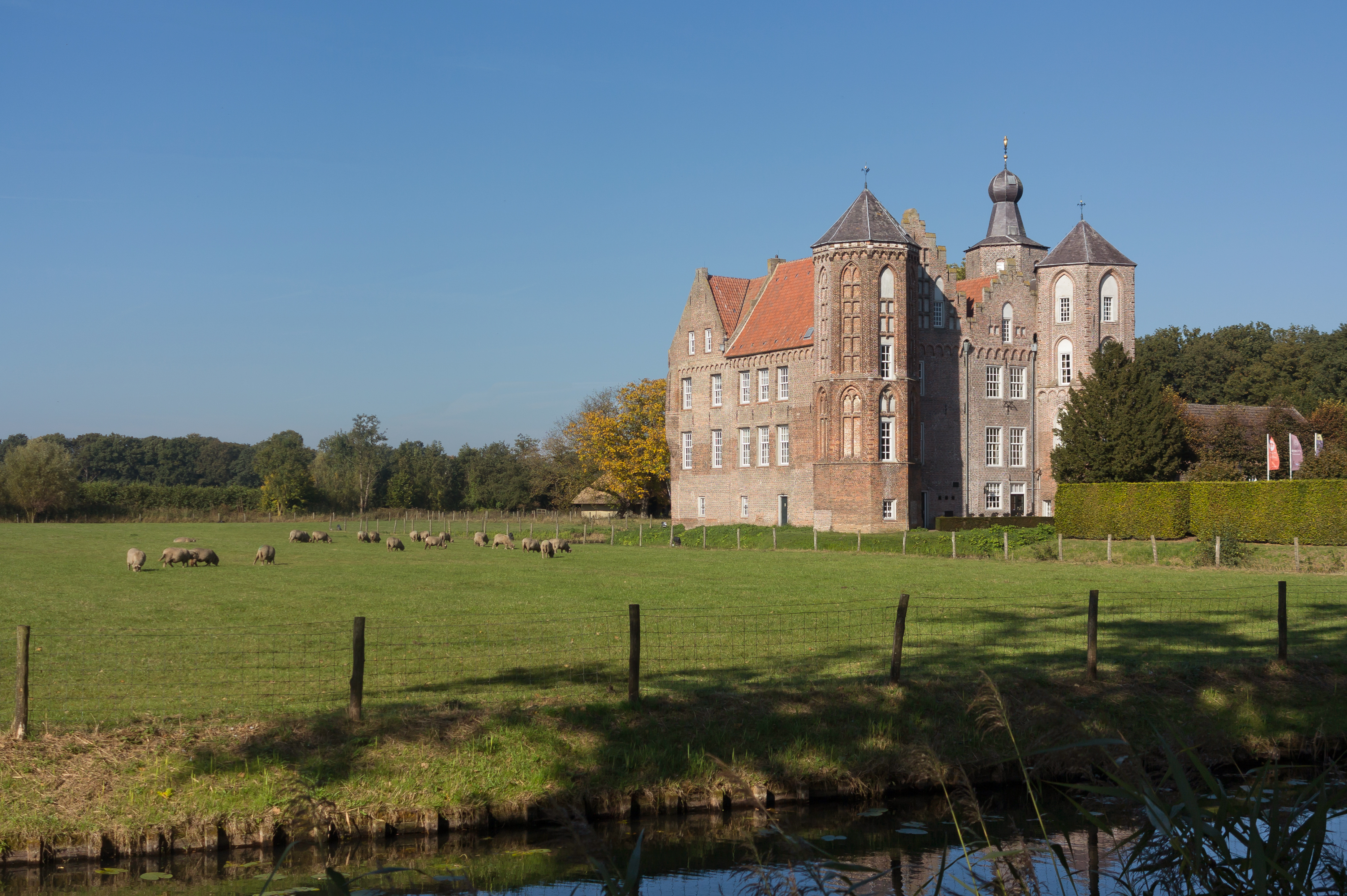
Château de Croy.
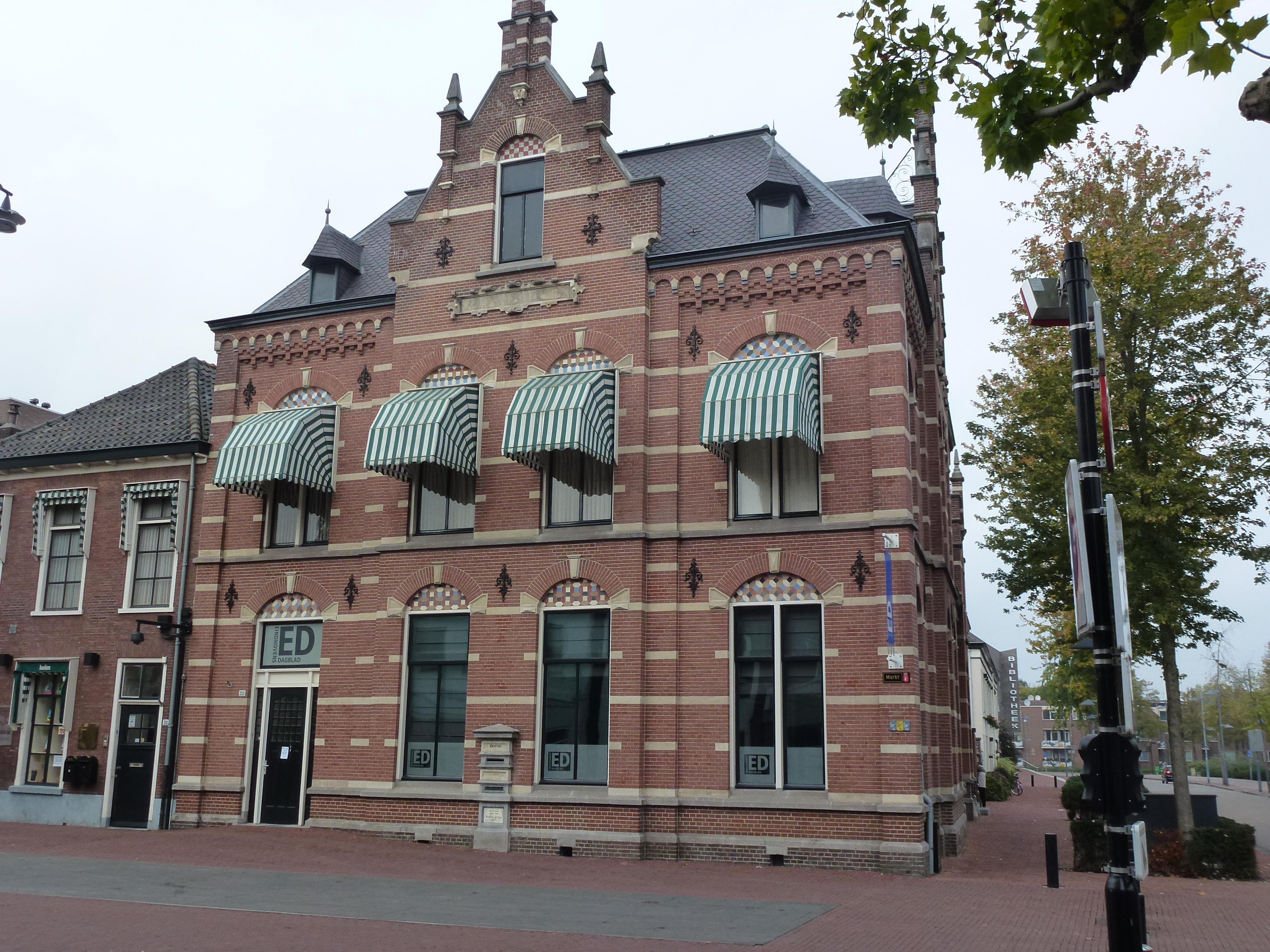
Bureau de poste.
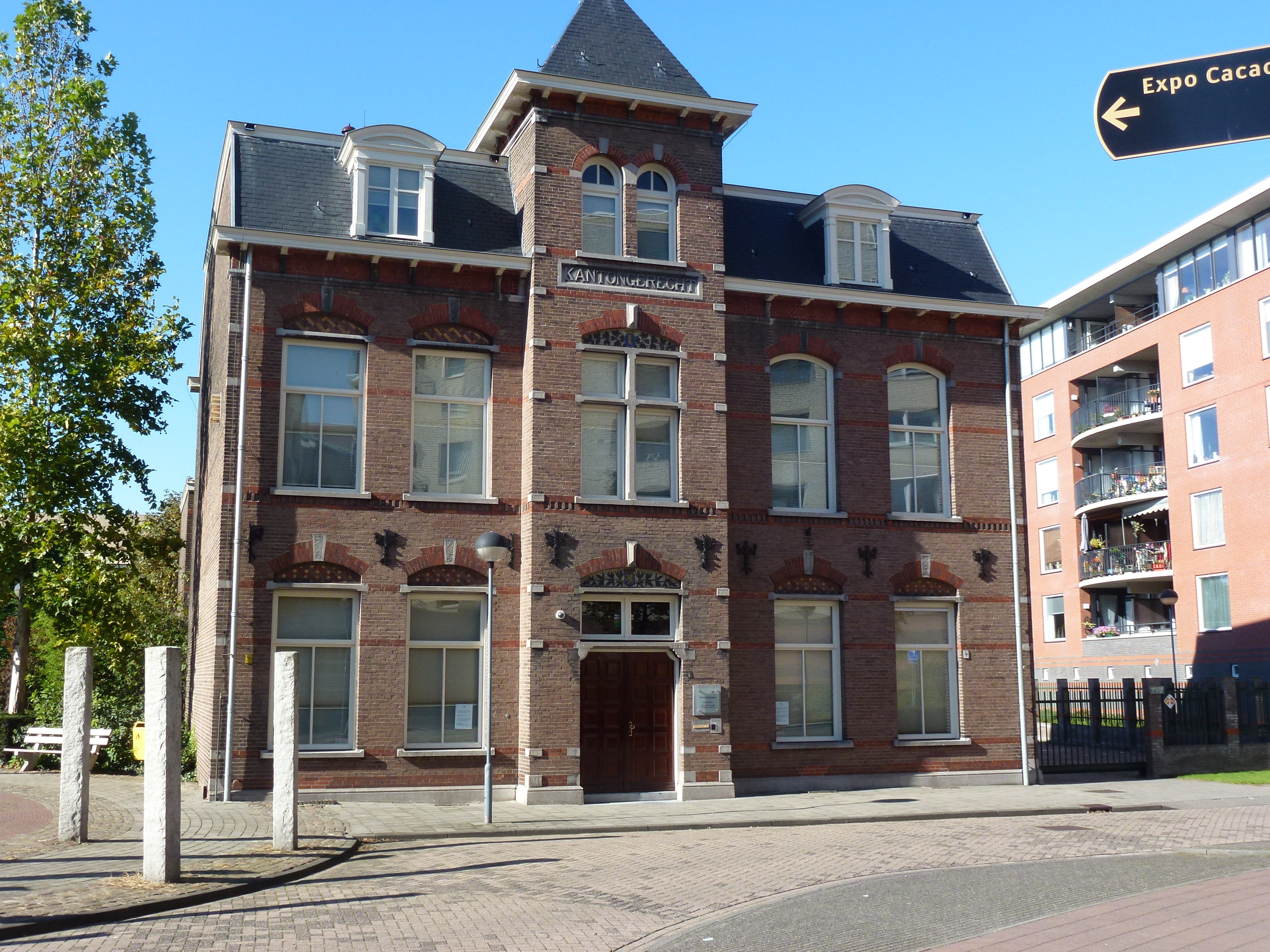
Kantongerecht (Palais de justice).
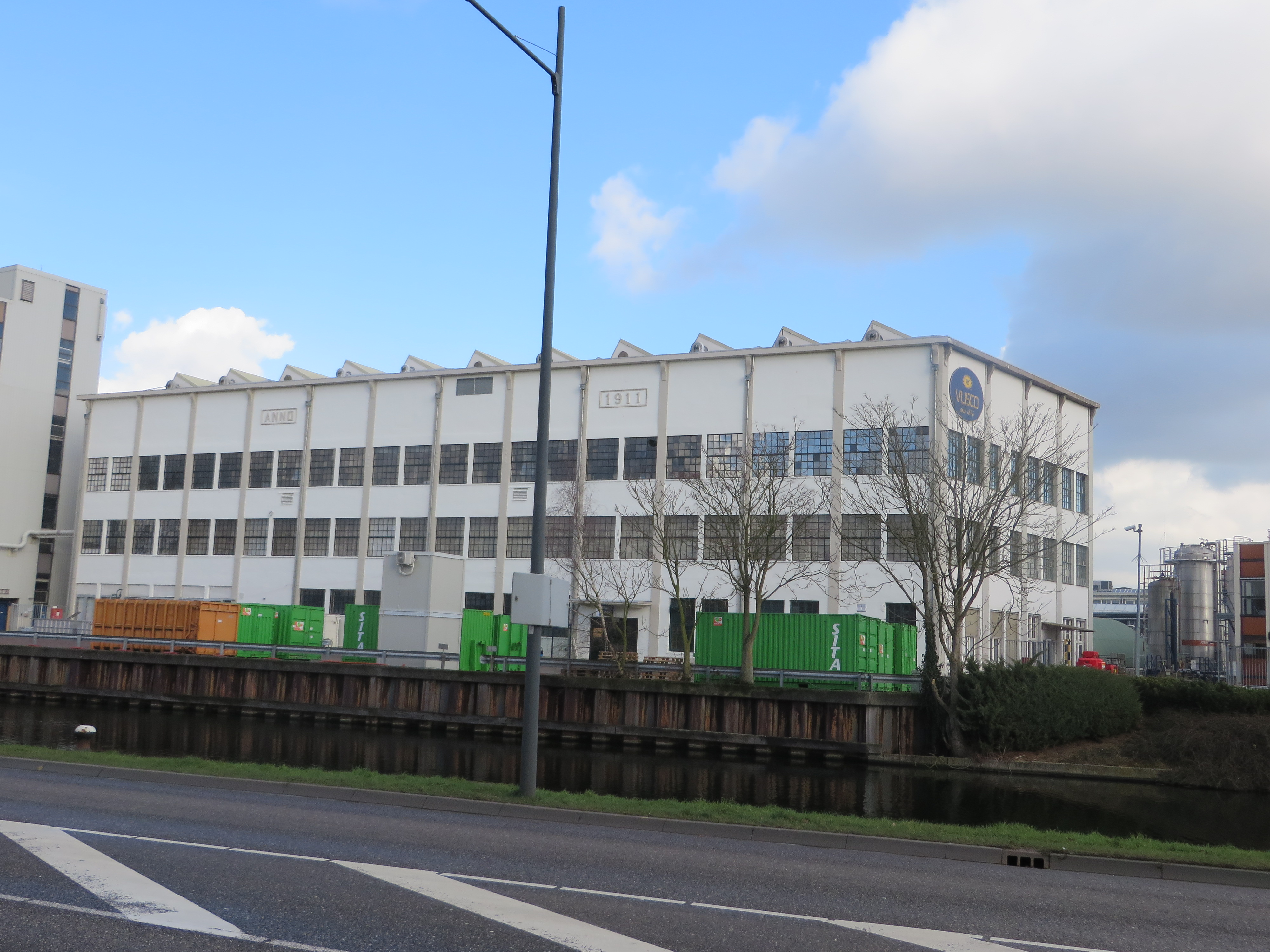
Usine de textile Vlisco.
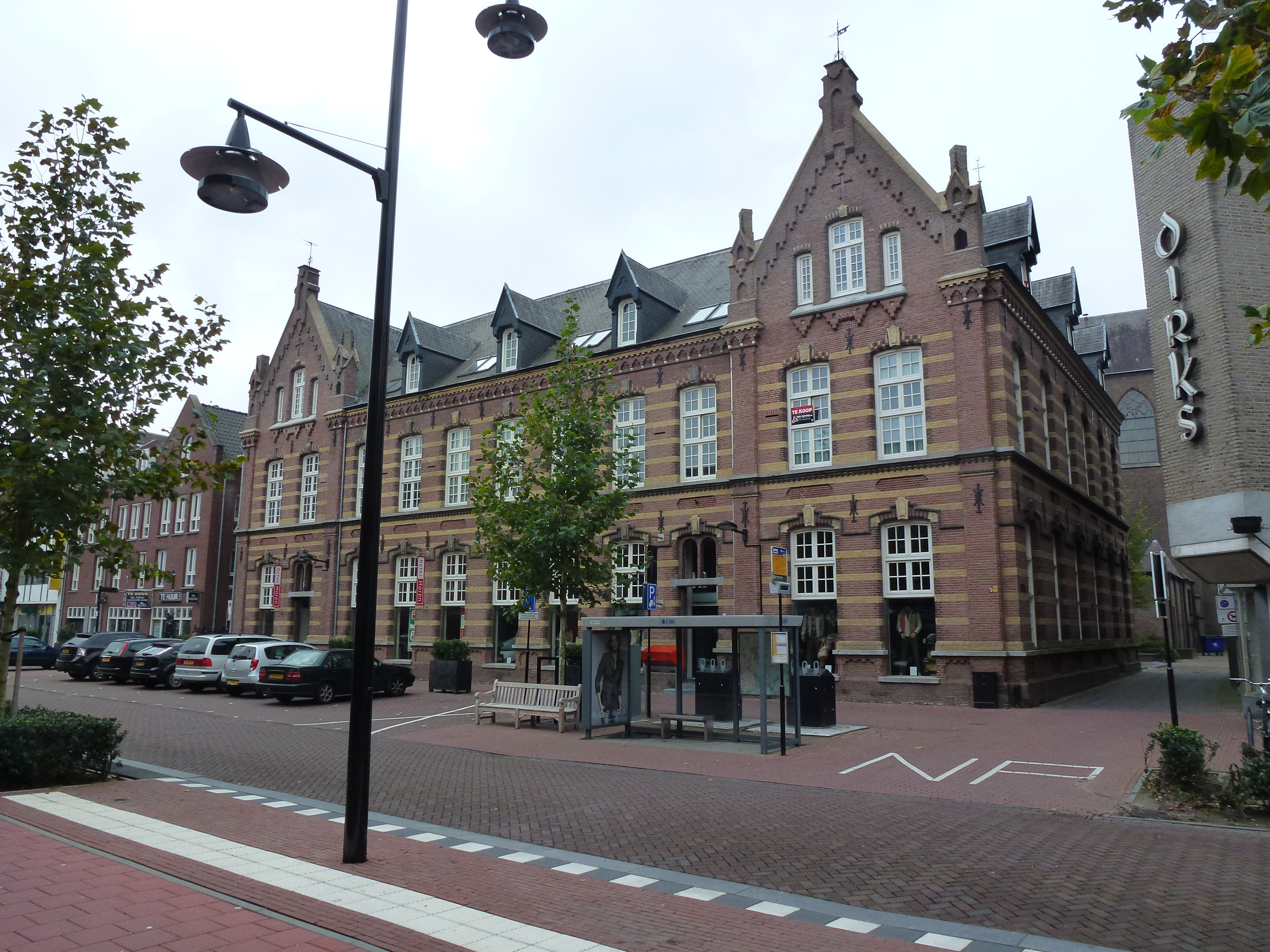
École des frères.

## Personnes célèbres liées à Helmond
- Petrus Franciscus Guljé (1749-1810), bourgmestre et député de Helmond
- Piet de Wit (1869 - 1949), baron du textile
- Matthijs Vermeulen (8 février 1888 - 1967), compositeur
- Louis van de Kimmenade (1900 - 8 février 1981), baron du textile
- Frans-Joseph van Thiel (19 décembre 1906 - 2 juin 1993), homme politique
- Hein Fentener van Vlissingen (1921 - 21 août 1994)
- Addy Kleijngeld (29 décembre 1922 - 15 décembre 1977 ), musicien
- Franz Jozef Van Beeck (1930), auteur et théologien
- Hans Gruijters (30 juin 1931 - 17 avril 2005), homme politique
- Hein Verbruggen (21 juin 1941), président de l'UCI
- Jos van der Vleuten (7 février 1943 - Mierlo-Hout), cycliste
- Gerard Van De Kerkhof (21 mai 1943), footballeur
- Michel Jager (18 août 1944), maire et homme politique
- Willy van der Kuijlen (6 décembre 1946), footballeur
- Lisette Sevens (29 juin 1949), hockeyeuse sur gazon internationale
- Willy van de Kerkhof (16 septembre 1951), footballeur
- René van de Kerkhof (16 septembre 1951), footballeur
- Fieke Boekhorst (18 décembre 1957), hockeyeur sur gazon international
- Harry Van Bommel (24 juin 1962), homme politique du SP
- Berry van Aerle (8 décembre 1962), footballeur
- Hans Gillhaus (5 novembre 1963), footballeur
- Erica van den Heuvel (12 juin 1966), joueuse de badminton
- Stochelo Rosenberg (1968), musicien de jazz manouche
- M.H. Benders (1971), poète
- Wilfred Bouma (15 juin 1978), footballeur
- Judith Meulendijks (26 septembre 1978), joueuse de badminton
- Rochelle Perts (20 mars 1992), chanteuse